# Championat der Vaterpferde in Japan

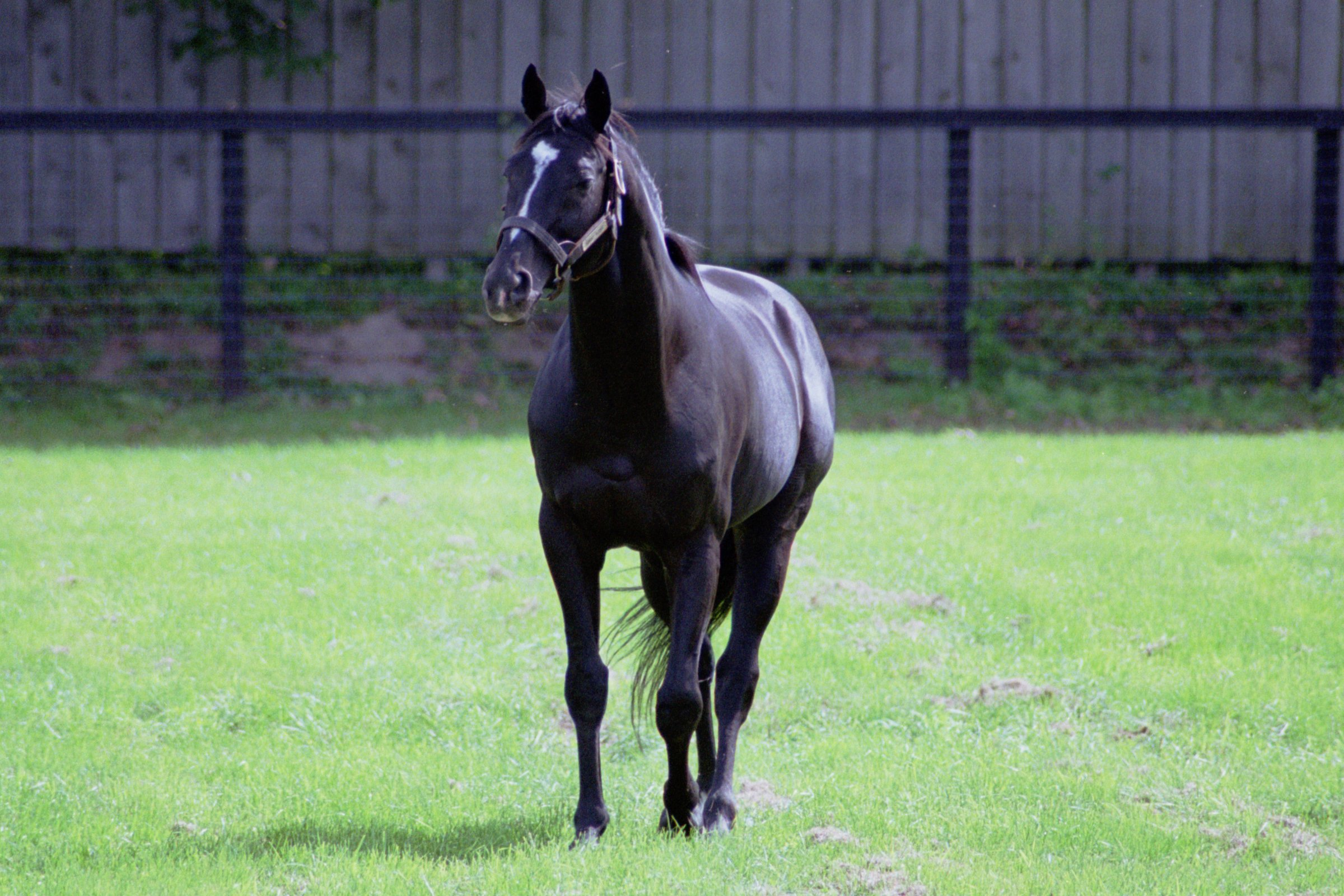
Sunday Silence, 13-facher Champion der japanischen Vaterpferde

Das Championat der Vaterpferde in Japan ist eine jährliche Auszeichnung für den erfolgreichsten Rennpferdvater, der die Deckhengstliste von Japan anführt.
Für jeden Deckhengst wird die Gewinnsumme seiner Söhne und Töchter im zurückliegenden Jahr ermittelt. Es zählen Preisgelder, welche die Söhne und Töchter in Flachrennen gewonnen haben.

## Rekorde
Der bisher erfolgreichste Deckhengst in Japan ist Sunday Silence mit 13 Titeln. In der 
1999 von The Blood-Horse veröffentlichten Liste der 100 besten amerikanischen Rennpferde des 20. Jahrhunderts belegt Sunday Silence Platz 31, noch vor Northern Dancer, der im japanischen Championat der Vaterpferde mit seinem Sohn Northern Taste vertreten ist. Northern Taste führte zehn Mal die japanische Hengstliste an. Deep Impact gewann bisher neun Mal das japanische Championat der Vaterpferde.

## Champions der japanischen Vaterpferde
Champion-Vaterpferde im japanischen Galopprennsport waren folgende englischen Vollblut-Hengste:
| - 1924 – Ebor - 1925 – Ebor - 1926 – Ebor - 1927 – Ebor - 1928 – Ebor - 1929 – Ebor - 1930 – Chapel Brampton - 1931 – Perion - 1932 – Perion - 1933 – Clackmannan - 1934 – Clackmannan - 1935 – Tournesol - 1936 – Tournesol - 1937 – Tournesol - 1938 – Tournesol - 1939 – Tournesol - 1940 – Review Order - 1941 – Mint d’Or - 1942 – Diolite - 1943 – Diolite - 1944–45 – pas de courses au Japon - 1946 – Diolite - 1947 – Theft - 1948 – Theft - 1949 – Theft - 1950 – Theft - 1951 – Theft - 1952 – Kumohata - 1953 – Kumohata - 1954 – Kumohata - 1955 – Kumohata - 1956 – Kumohata - 1957 – Kumohata - 1958 – Rising Flame - 1959 – Rising Flame - 1960 – Rising Flame | - 1961 – Hindostan (1) - 1962 – Hindostan (2) - 1963 – Hindostan (3) - 1964 – Hindostan (4) - 1965 – Hindostan (5) - 1966 – Solonaway - 1967 – Hindostan (6) - 1968 – Hindostan (7) - 1969 – Guersant - 1970 – Never Beat - 1971 – Partholon - 1972 – Never Beat - 1973 – China Rock - 1974 – Tesco Boy - 1975 – Tesco Boy - 1976 – Partholon - 1977 – Never Beat - 1978 – Tesco Boy - 1979 – Tesco Boy - 1980 – Tesco Boy - 1981 – Tesco Boy - 1982 – Northern Taste (1) - 1983 – Northern Taste (2) - 1984 – Partholon - 1985 – Northern Taste (3) - 1986 – Northern Taste (4) - 1987 – Northern Taste (5) - 1988 – Northern Taste (6) - 1989 – Northern Taste (7) - 1990 – Northern Taste (8) - 1991 – Northern Taste (9) - 1992 – Northern Taste (10) - 1993 – Real Shadai - 1994 – Tony Bin - 1995 – Sunday Silence (1) - 1996 – Sunday Silence (2) | - 1997 – Sunday Silence (3) - 1998 – Sunday Silence (4) - 1999 – Sunday Silence (5) - 2000 – Sunday Silence (6) - 2001 – Sunday Silence (7) - 2002 – Sunday Silence (8) - 2003 – Sunday Silence (9) - 2004 – Sunday Silence (10) - 2005 – Sunday Silence (11) - 2006 – Sunday Silence (12) - 2007 – Sunday Silence (13) - 2008 – Agnes Tachyon - 2009 – Manhattan Cafe - 2010 – King Kamehameha - 2011 – King Kamehameha - 2012 – Deep Impact (1) - 2013 – Deep Impact (2) - 2014 – Deep Impact (3) - 2015 – Deep Impact (4) - 2016 – Deep Impact (5) - 2017 – Deep Impact (6) - 2018 – Deep Impact (7) - 2019 – Deep Impact (8) - 2020 – Deep Impact (9) - 2021 – Deep Impact (10) - 2022 – Deep Impact (11) - 2023 – Duramente (1) |

 Japan